# 賓達爾
賓達爾（挪威語：Bindal）是挪威諾爾蘭郡的市镇。行政中心位於泰羅克，總面积為1,264.48平方公里，2011年人口為1,592人，人口密度為1.3人/平方公里。